# Oxalis leptocalyx
Oxalis leptocalyx är en harsyreväxtart som beskrevs av Otto Wilhelm Sonder. Oxalis leptocalyx ingår i släktet oxalisar, och familjen harsyreväxter. Inga underarter finns listade i Catalogue of Life.